# الاتجار بالبشر (سلسلة مسلسلات قصيرة)
الاتجار بالبشر هو عبارة عن سلسلة مسلسلات قصيرة تليفيزيونية حيث تدور أحداث المسلسل عن وكيل أمريكي لشؤون الهجرة والجمارك يناضلون من أجل وقف ومنع الاتجار بالبشر داخل المسلسل يظهر نضال ثلاثة نساء من اللاواتي تم الاتجار بهن. فلقد تم عرض المسلسل لأول مرة علي قناة لايف تايم في الولايات المتحدة الأمريكية 24 و 25 أكتوبر 2005 وتم بثه في كندا علي قناة سيتي تي في يومي 2 و 3 يناير 2006. ذلك المسلسل شارك فيه العديد من الفنانين منهم «ميرا سورفينو»، «دونالد ساذرلاند»، «ريمي جيرار»، «روبرت كارليل».

## الإنتاج
تم إنتاج المسلسل بواسطة شركة «Muse Entertainment Enterprises» المتخصصة في البث التليفزيوني علي لايف تايم. في أبريل 2005، أعلنت أن المشاهد قد بدأت تصويرها وأنه سيتم قريبًا الإعلان عن طريق محطة إذاعية كندية. تم تصوير المسلسل في مونتريال وبانكوك وبراغ وتم الانتهاء منه في يوليو 2005.

## قرص DVD
في 25 أكتوبر 2005، أصدرت Maple Pictures قرص DVD مكون من قرصين صغيرين من سلسلة مصغرة في كندا، والتي تتضمنت في محتواها علي المقابلات مع المخرج وأعضاء فريق التمثيل الخمسة الرئيسيين.
أصدرت شركة «Echo Bridge Home Entertainment» قرص DVD واحد في الولايات المتحدة الأمريكية يوم 2 مايو 2006 ولم يتم فيها بث المشاهد المحذوفة على قناة لايف تايم ويحتوي أيضًا علي الموارد التفاعلية والمشاهدة المختارة للعرض. تم تصنيف قرص DVD الكندي ضمن 14A والنسخة الأمريكية لم يتم تقييمها بواسطة MPAA نظرًا للعنف الذي تم تعديلة في المشاهد المحذوفة.

## روابط خارجية
- الاتجار بالبشر(سلسلة مسلسلات قصيرة) على موقع IMDb (الإنجليزية)
- الاتجار بالبشر(سلسلة مسلسلات قصيرة) على موقع ميتاكريتيك (الإنجليزية)
- الاتجار بالبشر(سلسلة مسلسلات قصيرة) على موقع نتفليكس (الإنجليزية)
- الاتجار بالبشر(سلسلة مسلسلات قصيرة) على موقع فيلمافينيتي (الإسبانية)
- الاتجار بالبشر(سلسلة مسلسلات قصيرة) على موقع ليتربوكسد (الإنجليزية)
- الاتجار بالبشر(سلسلة مسلسلات قصيرة) على موقع كينوبويسك (الروسية)
- الاتجار بالبشر(سلسلة مسلسلات قصيرة) على موقع ألو سيني (الفرنسية)
- الاتجار بالبشر(سلسلة مسلسلات قصيرة) على موقع قاعدة بيانات الفيلم (الإنجليزية)